# Lipaleyrodes vernoniae
Lipaleyrodes vernoniae is een halfvleugelig insect uit de familie witte vliegen (Aleyrodidae), onderfamilie Aleyrodinae.
De wetenschappelijke naam van deze soort is voor het eerst geldig gepubliceerd door David & Thenmozhi in 1995.